# 新伍のお待ちどおさま
『新伍のお待ちどおさま』（しんごのおまちどおさま）は、1985年11月4日から1990年3月30日までTBS系列局で放送されていたTBSテレビ製作のワイドショー。山城新伍の冠番組。
1987年9月までは、フジテレビ系列（FNSのみに加盟）とのクロスネット局だったテレビ山口でも放送されていた。

## 概要
山城新伍の司会の生放送帯番組で、山城がゲストとともに政治・社会・スポーツ・芸能などについて語り合っていた。山城の友人である梅宮辰夫が包丁さばきを披露する料理コーナーや、山城と横山やすしがトークバトルをするコーナー、評論家の細川隆一郎と三宅久之を交えて政治・社会批評をするコーナーもあった。ゲストは若い芸人やタレントが出演していた裏番組の『森田一義アワー 笑っていいとも!』（フジテレビ）とは正反対に、それよりも高齢の大御所・ベテランクラスの俳優やタレントが多く出演していた。
1985年9月にスタートした前番組『コント山口君と竹田君のおじゃまします』がわずか1か月半で打ち切られたことから、それに続くつなぎ番組として開始され、前番組と同様に、毎日公開放送を行っていた。当初は前番組から引き続き、新宿コメディシアターからの中継だったが、後にTBS旧社屋にあったGスタジオからの生放送になり、末期には当時日比谷シャンテにあったTBSスタジオで行うようになった。なお、日比谷シャンテのスタジオは後に閉鎖され、映画館「シャンテ シネ3」（後のTOHOシネマズシャンテ スクリーン3）に改装された。
番組の冒頭は正午の時報と共に「お待ちどおさま、今日もお昼の顔は山城新伍。あなたの新伍の登場です!」というアナウンスが入り山城がセット中央の登場口から登場するスタイルだった。日比谷シャンテに場所を移してからはナレーションが一部変わり「お待ちどおさま、今日もお昼の顔は山城新伍。日比谷より愛を込めて、あなたの新伍の登場です!」となり、観客席中央の入口から山城が登場するようになった。
新聞のテレビ欄は文字数が限られていることから、こちらではほぼ毎回「新伍」のみ記していた。
2018年11月18日に、CS TBSチャンネル2にて、「3カ月連続 朝丘雪路特集」の企画として、本番組の第116回（1986年4月）放送をCS初放送した。
この番組の終了以降、TBSの平日正午枠は低視聴率番組が続き、目まぐるしい変遷を辿った。

## 放送時間
いずれも日本標準時。
- 月 - 金曜 12:00 - 12:40 （1985年11月4日 - 1986年9月）
- 月 - 金曜 12:00 - 12:55 （1986年10月 - 1987年9月） - 1986年秋の改編で終了した『テレビ小説』の放送枠を一部吸収して15分拡大。
- 月 - 金曜 12:00 - 12:45 （1987年10月 - 1990年3月30日） - 『家庭の問題』の放送開始に伴い、放送枠が10分縮小。

## 出演者

### 司会者
- 山城新伍

### レギュラー
- 冨士眞奈美
- 岡江久美子
- 五月みどり
- 城戸真亜子(TBS『3時にあいましょう』司会以前の1988年3月まで）
- 野際陽子
- ジャイアント馬場
- 江森陽弘
- 桂ざこば（当時：桂朝丸）
- 三宅久之
- 坂田利夫
- 田中康夫
- レツゴーじゅん
- 細川隆一郎（テレビ朝日『なうNOWスタジオ』終了後の1987年3月下旬以降）
- 小沢遼子
- 前田武彦
- ほか

## ネット局
- 東京放送（現・TBSテレビ） - 製作局
- 北海道放送
- 青森テレビ
- 岩手放送（現・IBC岩手放送）
- 東北放送
- テレビユー山形（1989年10月2日 - ）
- テレビユー福島
- 新潟放送
- 信越放送
- テレビ山梨
- 静岡放送
- 北陸放送
- 中部日本放送（現・CBCテレビ）
- 毎日放送
- 山陰放送
- 山陽放送（現・RSK山陽放送）
- 中国放送
- テレビ山口
- テレビ高知
- RKB毎日放送
- 長崎放送
- 熊本放送
- 大分放送
- 宮崎放送
- 南日本放送
- 琉球放送

## 備考
1987年、春日三球・照代の春日照代が、この番組の生放送中にクモ膜下出血で倒れ、後に死去した。
| TBS系列 月 - 金曜12:00枠                                                              | TBS系列 月 - 金曜12:00枠                                                                   | TBS系列 月 - 金曜12:00枠                                         |
| 前番組                                                                                | 番組名                                                                                     | 次番組                                                           |
| ------------------------------------------------------------------------------------- | ------------------------------------------------------------------------------------------ | ---------------------------------------------------------------- |
| コント山口君と竹田君のおじゃまします （1985年9月17日 - 1985年11月1日） ※12:00 - 12:40 | 新伍のお待ちどおさま （1985年11月4日 - 1990年3月30日）                                     | ぴりっとタケロー （1990年4月2日 - 1990年9月28日） ※12:00 - 12:45 |
| TBS系列 月 - 金曜12:40枠                                                              |                                                                                            |                                                                  |
| テレビ小説 恋とオムレツ （1986年6月30日 - 1986年9月26日） ※12:40 - 13:00              | 新伍のお待ちどおさま （1986年10月 - 1990年3月30日） 【放送枠拡大分】                       | ぴりっとタケロー （1990年4月2日 - 1990年9月28日） ※12:00 - 12:45 |
| TBS系列 月 - 金曜12:45枠                                                              |                                                                                            |                                                                  |
| テレビ小説 恋とオムレツ （1986年6月30日 - 1986年9月26日） ※12:40 - 13:00              | 新伍のお待ちどおさま （1986年10月 - 1987年9月） 【放送枠拡大分となったが、1987年10月廃枠】 | 家庭の問題 （1987年10月12日 - 1990年9月28日） ※12:45 - 13:00     |